# 조작된 도시
《조작된 도시》는 2017년에 개봉한 대한민국의 영화이다.

## 줄거리
현실은 평범한 백수, 그러나 게임 속에선 완벽한 리더인 ‘권유’(지창욱)는 PC방에서 우연히 휴대폰을 습득한다. 전화기를 가져다 주면 사례를 하겠다는 낯선 여자의 전화를 받고 찾아가지만 영문도 모른 채 그녀를 잔인하게 살해한 범인으로 몰리게 된다.
모든 증거는 권유를 범인으로 지목하는데 권유의 게임멤버들이 권유를 도와 진실을 밝히기 위해 나선다.

## 캐스팅
- 지창욱 : 권유 역ㅡ대장
- 심은경 : 윤여울 역ㅡ털보
- 안재홍 : 데몰리션 역
- 오정세 : 민천상 역 - 변호사
- 김상호 : 마덕수 역 - 죄수
- 김민교 : 용도사 역
- 김기천 : 여백의 미 역
- 이하늬 : 사무장 역 -  민천상 변호사 사무실
- 김호정 : 권유 엄마 역
- 이순원 : 갈치 역
- 김슬기 : 은폐 역
- 심원철 : 엄폐 역
- 서이안 : 소현정 역 - 살해피의 누명 예정
- 최귀화 : 간수장 역
- 권태원 : 추상덕회장 역
- 배민정 : 추예리 역
- 김지훈 : 털보 (게임 캐릭터) 역
- 노남석 : 데몰리션 (게임 캐릭터) 역
- 윤성민 : 용도사 (게임 캐릭터) 역
- 이석 : 여백의 미 (게임 캐릭터) / 남기자 목소리 역
- 유승옥 : 은폐 (게임 캐릭터) 역
- 유인석 : 엄폐 (게임 캐릭터) 역
- 전역산 : 노준영 역 - 살해 피해자
- 안연선 : 하지수 역 - 살해 피해자
- 이종구 : 판사 역
- 이무생 : 검사 역
- 배용근 : 형사 팀장 역
- 조용재 : 형사 1 / 경찰특공대 역
- 김태현 : 형사 2 역
- 이상혁 : 형사 3 역
- 주재후 : 박의원 아들 역
- 김철환 : 욕쟁이 역
- 미석 : 아우디 건달 역
- 리민 : 음흉남 역
- 이현걸 : 교도관 역
- 김진만 : 교도관 역
- 김준영 : 교도관 / 경찰특공대 2중대 역
- 박준규 : 교도관 역
- 정미남 : 교도관 / 경찰특공대 / 누명 쓴 사내 역
- 김기석 : 교도관 역
- 김지훈 : 교도관 역
- 김민호 : 교도관 역
- 최창국 : 교도관 역
- 이상진 : 교도관 역
- 금광산 : 죄수 역
- 황보정일 : 죄수 역
- 원근수 : 죄수 역
- 오정환 : 죄수 역
- 미르 : 죄수 역
- 차루 : 죄수 역
- 한주 : 죄수 역
- 식스 : 죄수 역
- 준영 : 죄수 역
- 호리센 : 죄수 역
- 아피아 아게망 : 외국인부부 부인 역
- 칼리드 타피아 : 외국인부부 남편 역
- 박경혜 : 콜센터 직원 역
- 김재철 : 파티 플래너 역
- 정수남 : 파티 플래너 역
- 한지은 : 파티 플래너 역
- 최아림 : 파티 플래너 역
- 이도국 : 운반팀 역
- 김태현 : 운반팀 역
- 손강국 : 청소팀 역
- 송요셉 : 청소팀 역
- 권혁준 : 청소팀 역
- 신정만 : 청소팀 역
- 서진 : 증거수집팀 역
- 성두원 : 증거수집팀 역
- 한성관 : 증거수집팀 역
- 정대원 : 택배기사 역
- 서지승 : 언론조작팀 역
- 김도윤 : 치기공소 작업자 역
- 김태민 : 데이터조작팀 역
- 승의열 : 법의학자 역
- 이정훈 : 뉴스앵커 / 남자 앵커 (목소리) 역
- 조연우 : 뉴스앵커 역
- 조아라 : 뉴스앵커 역
- 김명지 : 뉴스앵커 역
- 엄지만 : 뉴스앵커 역
- 최지은 : 여성단체 대표 역
- 우지이 : 여성단체 회원 1 역
- 김지윤 : 여성단체 회원 2 역
- 임용순 : 박영환 의원 역
- 공현두 : 검문소 경찰  역
- 황주호 : 경매사 역
- 김수웅 : 경매장 회장 역
- 하성광 : 피시방 주인 역
- 류경진 : 남양다방 마담 역
- 원명진 : 아파트 관리소장 역
- 박중근 : 마덕수 조직원 1 역
- 정지호 : 마덕수 조직원 2 역
- 신승학 : 마덕수 조직원 3 역
- 박정환 : 마덕수 조직원 4 역
- 박지홍 : 마덕수 조직원 5 역
- 오지홍 : 마덕수 조직원 6 역
- 김동우 : 경찰특공대 부관 역
- 김사훈 : 경찰특공대 역
- 임지수 : 생중계 뉴스기자 역
- 김금순 : 전단지 여자 역
- 길창규 : 쌀 배달원 역
- 신영빈 : 박의원 아들 친구 역
- 백승철 : 장비건설 사장 역
- 박창희 : 겁쟁이 죄수 역
- 조택희 : 낚시터 형사 팀장 역
- 강현중 : 낚시터 형사 역
- 김동우 : 낚시터 형사 역
- 전재성 : 낚시터 형사 역
- 임형준 : 낚시터 형사 역
- 전영제 : 낚시터 형사 역
- 정근수 : 낚시터 형사 역
- 정성훈 : 낚시터 형사 역
- 김흥태 : 일심 택시기사 역
- 정기선 : 누명 쓴 사내 역
- 이응석 : 오토바이 할아버지 역
- 최샛별 : 남양다방 종업원 역
- 김지현 : 남양다방 종업원 역
- 정민균 : 현장검증 형사 역
- 신경주 : 현장검증 형사 역
- 이광현 : 현장검증 형사 / 경찰특공대 2중대 역
- 고명수 : 현장검증 형사 / 경찰특공대 2중대 역
- 신민철 : 렉카 건달 역
- 오준표 : 방송국 경비원 역
- 박지후 : 여고생 1 역
- 한지우 : 여고생 2 역
- 신동호 : 클럽 DJ 역
- 백단비 : 보스클럽 종업원 역
- 김근효 : 보스클럽 종업원 역
- 백예현 : 병실 할머니 역
- 이수빈 : 모텔 살해녀 역
- 김지수 : 염색머리 여학생 역
- 정재욱 : 전화 목소리 역
- 이용이 : 소현정 모 목소리 역
- 김우림 : 여자 앵커 목소리 역
- 문세윤 : 다큐 나래이션 역
- 김흥태 : 일심 택시기사 역
- 시영준 : 털보 목소리 역
- 오재세 : 운전남 목소리 역
- 김윤하 : 무전남 목소리 역
- 이규호 : 무전남 목소리 역
- 이슬이 : 여대생 목소리 역
- 이지수 : 여기자 목소리 역
- 윤영빈 : 경찰 목소리 역
- 방수형 : 음흉남 역 (우정출연)
- 김호성 : 다방손님 역 (우정출연)
- 강현중 : 경찰특공대 대장 역 (우정출연)
- 우현 : 노죄수 역 (특별출연)